# Garcinia xanthochymus
Garcinia xanthochymus är en tvåhjärtbladig växtart som beskrevs av Joseph Dalton Hooker och J. Anders.. Garcinia xanthochymus ingår i släktet Garcinia och familjen Clusiaceae. Inga underarter finns listade i Catalogue of Life.

## Bildgalleri

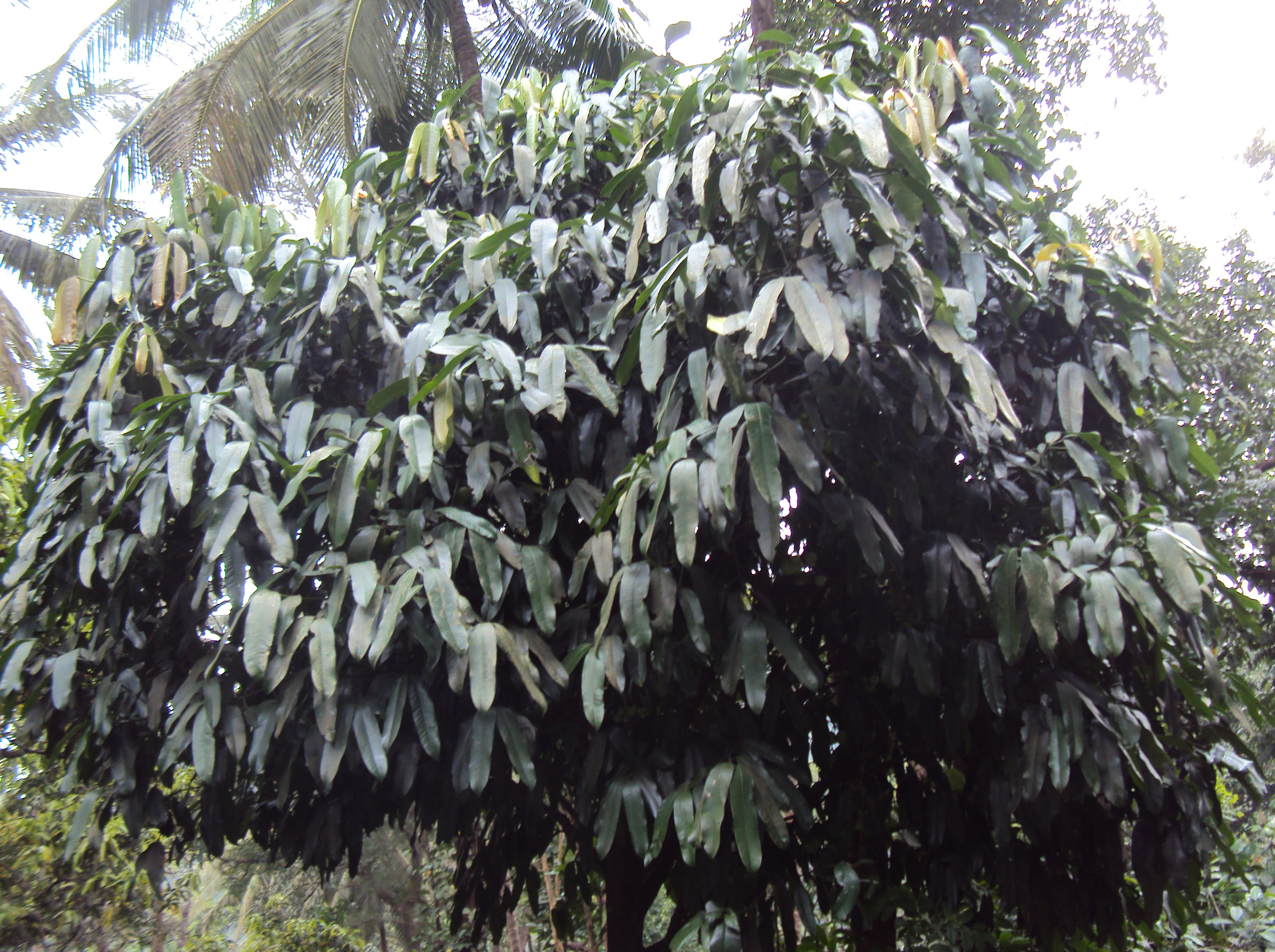
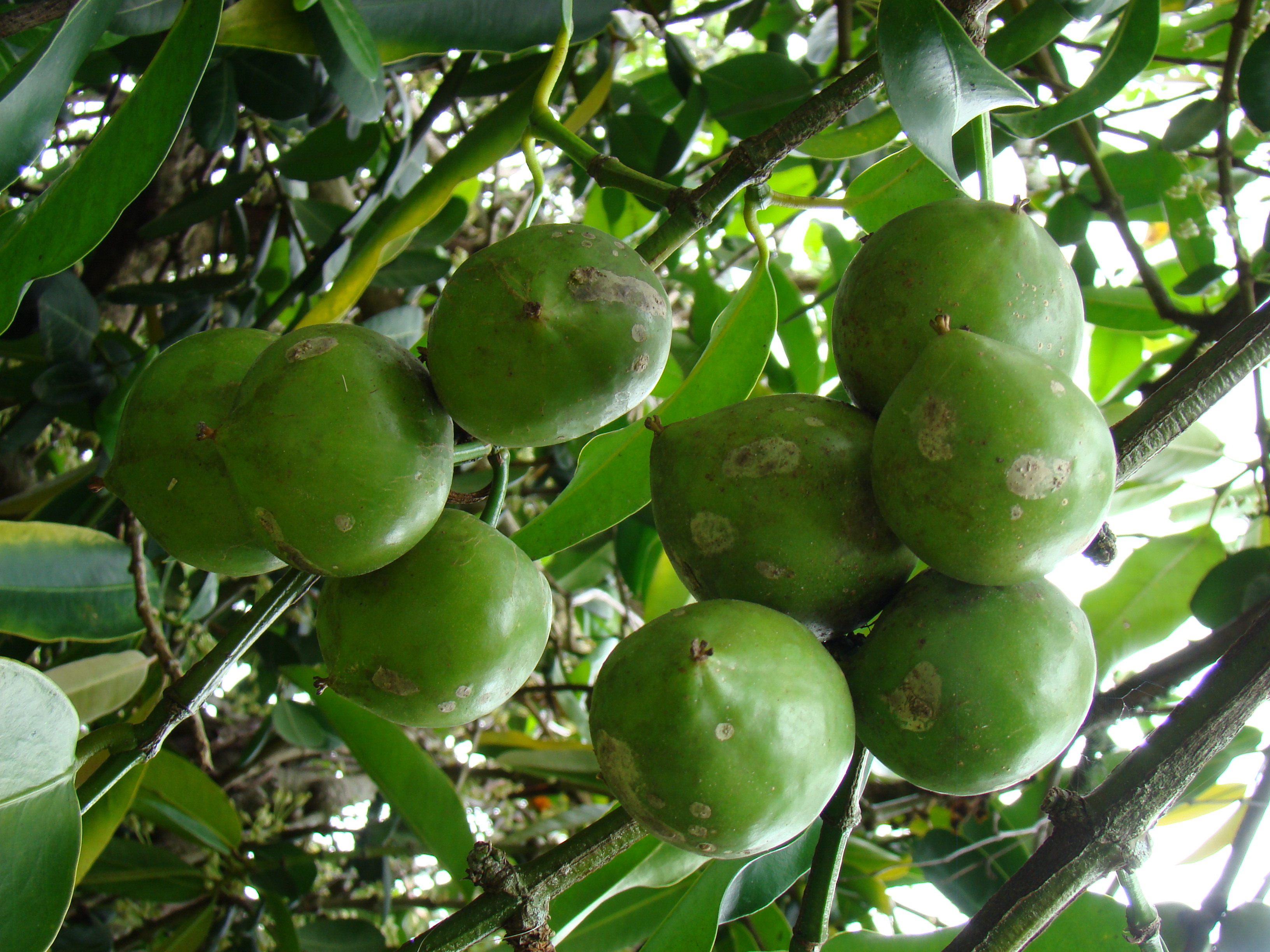
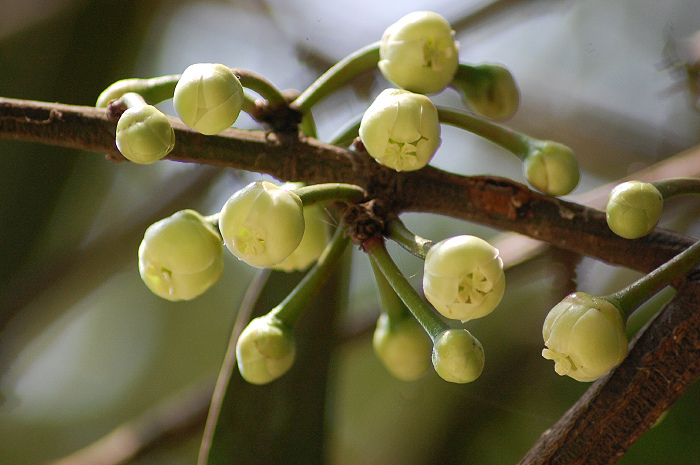
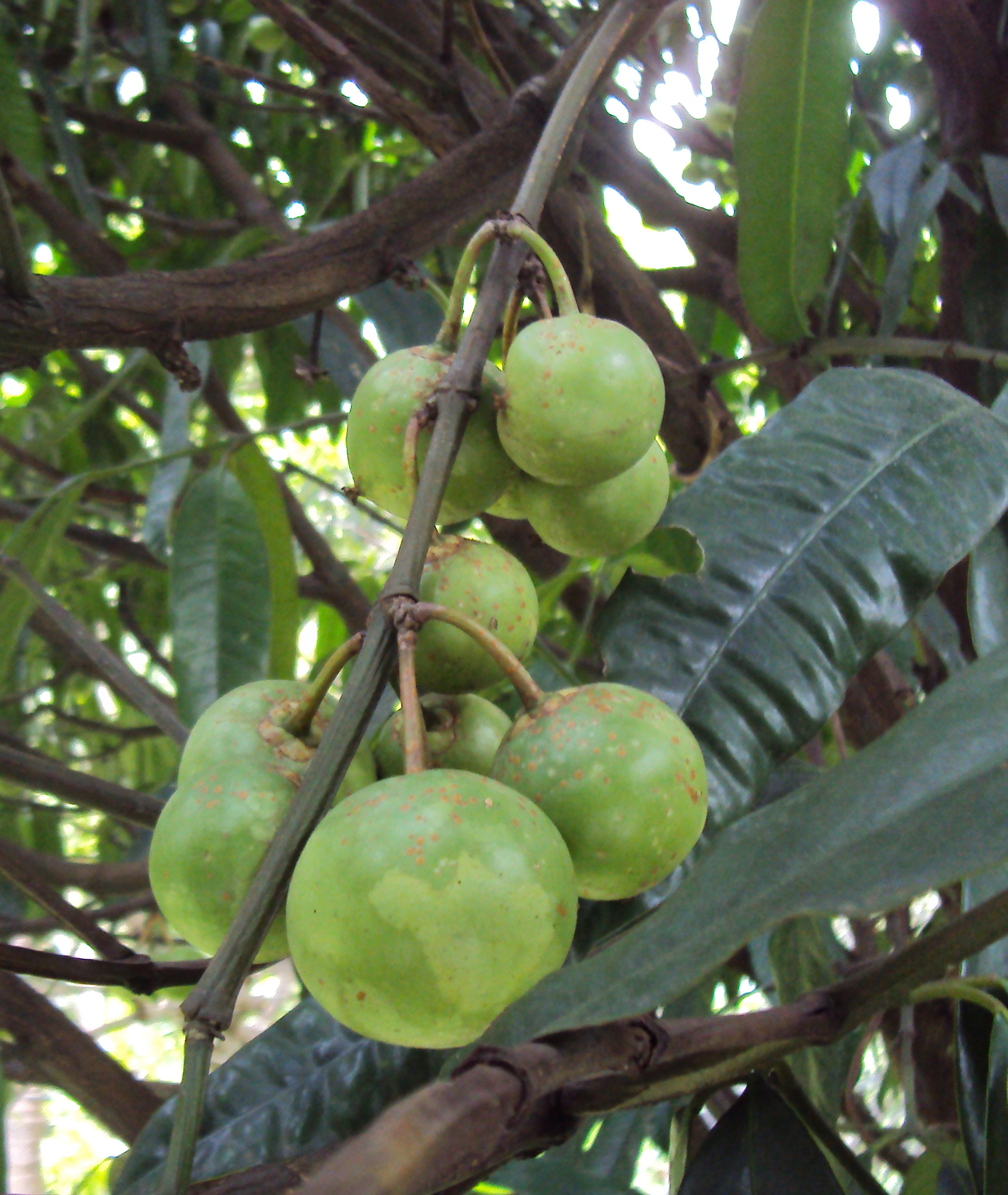